# Steen Dahlstrøm
Steen Ole Dahlstrøm (født 13. januar 1951 i Middelfart) er en dansk socialdemokratisk politiker, som fra 1986 til 2017 var borgmester i Middelfart Kommune.

## Baggrund og karriere
Dahlstrøm blev født på H. Banegaardsvej 10 i Middelfart, han blev døbt Steen Ole Jørgensen, senere fik han tilføjet Dahlstrøm i 1968 som mellemnavn, det blev dog til hans efternavn da han i 1982 fik fjernet Jørgensen. Han er søn af Paul Erik Dahlstrøm Jørgensen og hustru Bitten Vitta Andersen, forældrene var blevet viet i Middelfart i 1949.
Dahlstrøm er uddannet lærer fra Kolding Seminarium og blev valgt til kommunalbestyrelsen i den daværende Middelfart Kommune i 1982. Allerede i 1986 blev han borgmester. Under hans tid som borgmester blev Trekantområdet Danmark etableret – et samarbejdsorgan mellem kommunerne i Trekantsområdet. Steen Dahlstrøm fortsatte som borgmester, da den nuværende Middelfart Kommune blev dannet i 2007 gennem en sammenlægning mellem Middelfart, Nørre Aaby og Ejby Kommuner.
Han blev 14. januar 2011 Ridder af Dannebrog.
Den 1. september 2017 valgte Sten Dahlstrøm at stoppe på posten som borgmester efter 31 år. På dette tidspunkt var han Danmarks længst siddende borgmester. Han blev efterfulgt af partifællen Johannes Lundsfryd Jensen.